# Triacanthidae

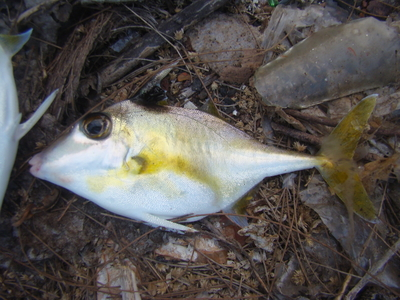
Triacanthus nieuhofii

Triacanthidae è una famiglia di pesci ossei marini appartenente all'ordine Tetraodontiformes.

## Distribuzione e habitat
La famiglia è endemica dell'Indo-Pacifico dove vivono in acque costiere, soprattutto su fondali sabbiosi e fangosi.

## Descrizione
L'aspetto di questi pesci è abbastanza simile a quello dei Tetraodontidae e degli Ostracionidae. Sono caratterizzati da tre raggi spinosi molto robusti e rigidi, uno nella prima pinna dorsale e due nelle pinne ventrali. La pinna caudale è forcuta.
La taglia non supera i 30 cm.

## Biologia
Sono pesci bentonici.

## Specie
- Genere Pseudotriacanthus
  - Pseudotriacanthus strigilifer
- Genere Triacanthus
  - Triacanthus biaculeatus
  - Triacanthus nieuhofii
- Genere Tripodichthys
  - Tripodichthys angustifrons
  - Tripodichthys blochii
  - Tripodichthys oxycephalus
- Genere Trixiphichthys
  - Trixiphichthys weberi